# Danielle King
Danielle King –conocida como Dani King– (Southampton, 21 de noviembre de 1990) es una deportista británica que compitió en ciclismo en las modalidades de pista, especialista en la prueba de persecución por equipos, y ruta.
Participó en los Juegos Olímpicos de Londres 2012, obteniendo una medalla de oro en la prueba de persecución por equipos (junto con Laura Trott y Joanna Rowsell).
Ganó cuatro medallas en el Campeonato Mundial de Ciclismo en Pista entre los años 2011 y 2013, y tres medallas en el Campeonato Europeo de Ciclismo en Pista, en los años 2011 y 2013.
King fue nombrada miembro de la Orden del Imperio Británico (MBE) en el año 2012 por sus éxitos deportivos.

## Trayectoria deportiva

### De la carretera a la pista
Debutó como profesional en 2009 con el equipo británico Vision 1 Racing, en el cual destacó principalmente en pista. Este equipo desapareció a finales de 2009 y se tuvo que marchar a un equipo especializado en pista.

### Victorias en la persecución

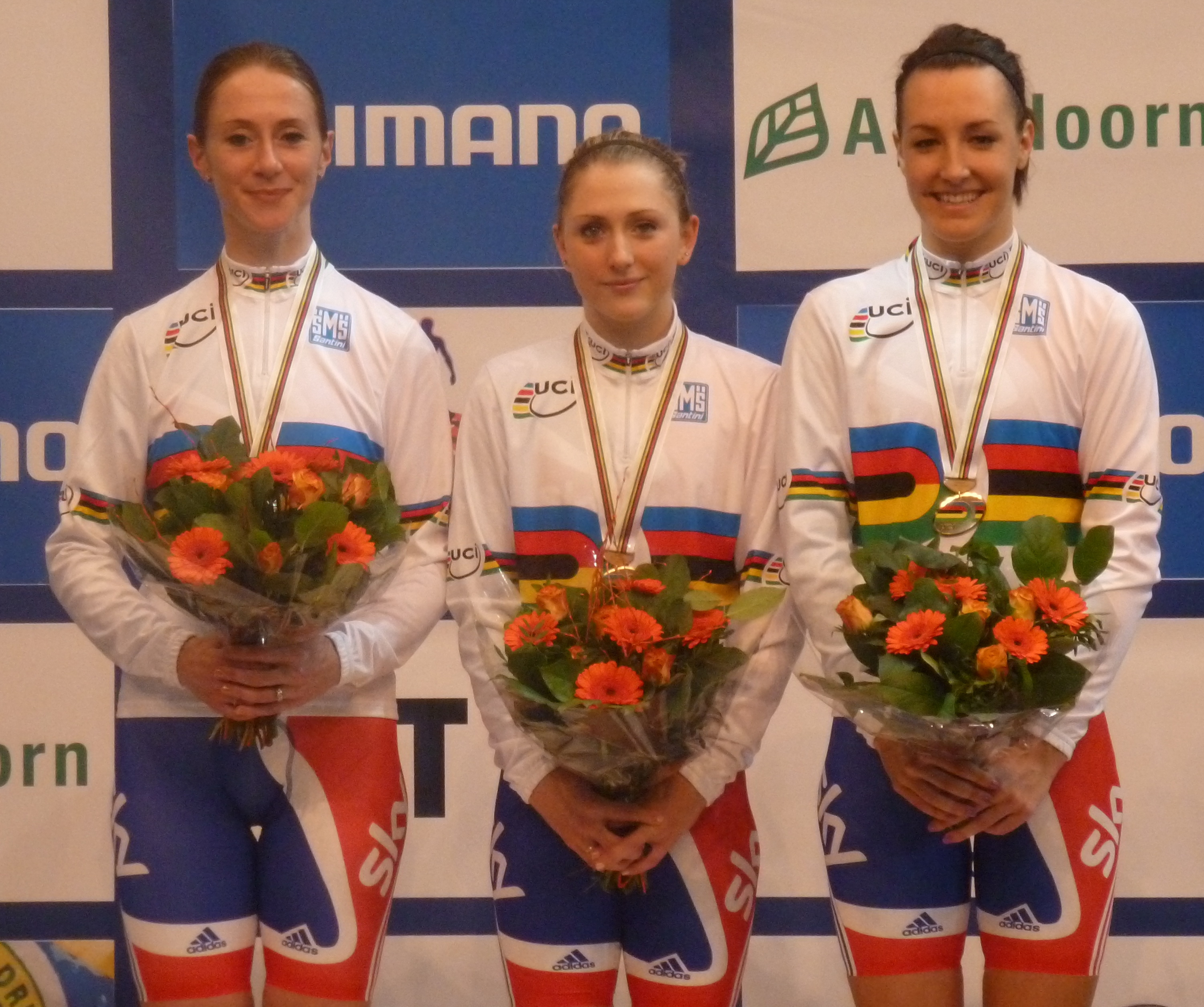
King (derecha) con la medalla de oro en el Mundial de 2011, con Wendy Houvenaghel (izquierda) y Laura Trott

Tal fue la progresión en la pista, logrando medallas en los campeonatos nacionales de 2009 y 2010, que fue elegida como una de las integrantes del equipo británico de persecución por equipos, prueba en la que ha conseguido sus mayores éxitos: tres medallas de oro en el campeonato Mundial (en los años 2011, 2012 y 2013) y el oro en los Juegos Olímpicos de Londres 2012, estableciendo además en la cita olímpica un nuevo récord del mundo.

### De vuelta a la carretera y grave accidente
Tras un 2012 sin equipo profesional, en 2013 fichó por el nuevo equipo británico Wiggle Honda; que en poco tiempo se convertiría en uno de los mejores equipos femeninos del mundo. A partir de 2014 se centró en el ciclismo en ruta, al no haber sido incluida en el equipo de pista para los Juegos Olímpicos de Río de Janeiro 2016.
A finales de 2014 tuvo un grave accidente en un entrenamiento, se rompió cinco costillas y sufrió un colapso pulmonar; lo que le impidió competir en el Mundial de 2015.

## Medallero internacional
| Juegos Olímpicos   | Juegos Olímpicos          | Juegos Olímpicos  | Juegos Olímpicos        |
| Año                | Lugar                     | Medalla           | Competición             |
| ------------------ | ------------------------- | ----------------- | ----------------------- |
| 2012               | Londres ( Reino Unido)    | Medalla de oro    | Persecución por equipos |
| Campeonato Mundial |                           |                   |                         |
| Año                | Lugar                     | Medalla           | Competición             |
| 2011               | Apeldoorn ( Países Bajos) | Medalla de oro    | Persecución por equipos |
| 2011               | Apeldoorn ( Países Bajos) | Medalla de bronce | Scratch                 |
| 2012               | Melbourne ( Australia)    | Medalla de oro    | Persecución por equipos |
| 2013               | Minsk ( Bielorrusia)      | Medalla de oro    | Persecución por equipos |
| Campeonato Europeo |                           |                   |                         |
| Año                | Lugar                     | Medalla           | Competición             |
| 2011               | Apeldoorn ( Países Bajos) | Medalla de oro    | Persecución por equipos |
| 2013               | Apeldoorn ( Países Bajos) | Medalla de oro    | Persecución por equipos |
| 2013               | Apeldoorn ( Países Bajos) | Medalla de plata  | Puntuación              |

## Palmarés
2009
- 3.ª en el Campeonato de Reino Unido Persecución (haciendo equipo con Stephanie Morton)
- 3.ª en el Campeonato del Reino Unido Scratch

2010 (como amateur)
- 3.ª en el Campeonato de Reino Unido Scratch
- 2.ª en el Campeonato del Reino Unido Puntuación

2011 (como amateur)
- Campeonato Mundial Persecución por Equipos (haciendo equipo con Wendy Houvenaghel y Laura Trott)
- 3.ª en el Campeonato Mundial Scratch
- 2.ª en el Campeonato Europe Omnium sub-23
- Campeonato Europeo Persecución por Equipos sub-23 (haciendo equipo con Katie Colclough y Laura Trott)
- Campeonato Europeo Persecución por Equipos (haciendo equipo con Joanna Rowsell  y Laura Trott)
- 3.ª en el Campeonato de Reino Unido Scratch

2012 (como amateur)
- Londres Persecución por Equipos (haciendo equipo con Joanna Rowsell y Laura Trott)
- Campeonato Mundial Persecución por Equipos (haciendo equipo con Joanna Rowsell  y Laura Trott)
- Campeonato Olímpico Persecución por Equipos (haciendo equipo con Joanna Rowsell y Laura Trott)
- Récord Mundial Persecución por Equipos femenino 3 km (haciendo equipo con Joanna Rowsell y Laura Trott): 3 min 15 s

2013
- Campeonato Mundial Persecución por Equipos (haciendo equipo con Elinor Barker y Laura Trott)
- 3.ª Campeonato del Reino Unido en Ruta
- 2.ª Campeonato del Reino Unido Persecución
- 2.ª Campeonato del Reino Unido Puntuación
- 2.ª Campeonato del Reino Unido Scratch
- Campeonato Europeo Persecución por Equipos (haciendo equipo con Katie Archibald, Joanna Rowsell y Laura Trott)
- 2.ª en el Campeonato Europeo Puntuación
- Revolution Series Puntuación
- Manchester Persecución por Equipos (haciendo equipo con Katie Archibald, Joanna Rowsell y Laura Trott)

2014
- 2.ª en el Campeonato del Reino Unido en Ruta
- Campeonato del Reino Unido Persecución por Equipos (haciendo equipo con Elinor Barker, Joanna Rowsell y Laura Trott)
- 3.ª en el Campeonato del Reino Unido Scratch

## Resultados en Grandes Vueltas y Campeonatos del Mundo
Durante su carrera deportiva ha conseguido los siguientes puestos en las Grandes Vueltas femeninas y en los Campeonatos del Mundo en carretera:
| Carrera         | Carrera         | 2010 | 2011 | 2012 | 2013 | 2014 | 2015 | 2016 | 2017 | 2018 |
| --------------- | --------------- | ---- | ---- | ---- | ---- | ---- | ---- | ---- | ---- | ---- |
|                 | Giro de Italia  | —    | —    | —    | —    | —    | —    | —    | 24.ª | 48.ª |
|                 | Tour de l'Aude  | —    | X    | X    | X    | X    | X    | X    | X    | X    |
|                 | Grande Boucle   | X    | X    | X    | X    | X    | X    | X    | X    | X    |
| Mundial en Ruta | Mundial en Ruta | —    | —    | —    | —    | —    | —    | 56.ª | 20.ª | 26.ª |

—: no participa

X: ediciones no celebradas

## Equipos

### Carretera
- Vision Racing (2009)
- Matrix Fitness-Prendas (amateur) (2012)[9]
- Wiggle (2013-2016)
  - Wiggle Honda (2013-2015)
  - Wiggle High5 (2016)
- Cylance Pro Cycling (2017)
- WaowDeals Pro Cycling (2018)

### Pista
- Team 100% Me (2010-2011)[10]